# Rita Smets
Rita Smets (Rijkel, 1 april 1929) is een Vlaams actrice. Ze is de weduwe van acteur Bert Champagne (1937-2010).

## Voornaamste rollen
In de serie Het Pleintje speelde ze van 1986 tot 1987 de rol van Seraphine Sap, haar voornaamste rol. In De Kotmadam speelde ze de terugkerende gastrol van madame Hulpiau van 1993 tot 2005. In Nonkel Jef heeft zij de rol van Marriette. Verder speelde ze voornamelijk gastrollen in series en geen grote leidende rollen. Ook speelde ze in een korte film van regisseur Lieven Debrauwer "Het Bankje" uit 1992 waar ook haar man Bert in meespeelde.